# Allium crystallinum
Allium crystallinum är en amaryllisväxtart som beskrevs av Aleksei Ivanovich Vvedensky. Allium crystallinum ingår i släktet lökar, och familjen amaryllisväxter. Inga underarter finns listade i Catalogue of Life.